# Gestamp Automocion
Gestamp Automocion est un équipementier automobile espagnol. Le siège de Gestamp est situé à Madrid. C'est un ancien sous-traitant de Seat, tout en étant issu d'une entreprise sidérurgique. Gestamp Automocion est membre de l'association européenne des équipementiers automobiles, le CLEPA.

## Histoire
En 2011, Gestamp acquiert la filiale ThyssenKrupp Metal Forming de ThyssenKrupp.